# Metagonia maximiliani
Metagonia maximiliani là một loài nhện trong họ Pholcidae. Loài này được phát hiện ở México.